# 俺様王子と秘密の時間
『俺様王子と秘密の時間』（おれさまおうじとひみつのじかん）は、涼宮リンによる日本のケータイ小説作品。ケータイ小説サイト野いちごの投稿作品で、第4回日本ケータイ小説大賞特別賞を受賞。書籍化された。
書籍化にあたって公開時のタイトル「俺様王子と秘密の時間」「【続】俺様王子と秘密の時間」は通巻に変更になった。

## あらすじ
平凡な女子高生の椎菜が、「学園の王子様」たる千秋に弱みを握られたことから端を発するお付き合い。

## 登場人物
川村椎菜（かわむら しいな）
いたって普通の高校2年生。憧れの先輩を追って入室した学校の『禁断の部屋』で濡れ場に遭遇するも出るに出れない状況でそのまま盗み聞きしている形になってしまったところ千秋に助けられる。
入学式の日をきっかけに、千秋のことを嫌いだったが、彼のペースに呑まれて次第に好意を持つようになる。
今でこそ平凡だが、中学時代は地味で友達も出来ずにいて、先生に頼まれて誰もやりたがらない環境委員を務めており、その世話の最中に、たまたま人気者が取りこぼしたボールを拾い返しただけでそれを妬んだクラスメイトから難癖を付けられて男子から暴力を振るわれる。それがきっかけとなって、花壇に話しかけながら世話をしていたことで「花子」と呼ばれ笑い者にされた過去を持つ。その際に言われた一言から、恋することに臆病になっていた。
千秋を嫌いだったのもこのことが影響していて、持っていないモノを全てを持っているような人に見えたから。
高校で出来た友人たちからは、「シイ」（椎菜を縮めた呼び名）と呼ばれている。飲み物は、苺ミルクが好物。
成瀬川千秋（なるせがわ ちあき）
高校2年生。通称・氷のプリンス。無造作にセットされている色素の薄い茶色い髪の毛、綺麗な形をしたピンク色の唇、長い睫毛、まるで外人のようなブラウンの瞳をしていて容姿端麗な上、1位ではないとはいえ成績も運動神経もバツグンに良いのだが、無口でクール。絶対に誰の告白も受け入れないことから通称が付いた。
椎菜に、盗み聞きを黙っている代わりに内緒で付き合えと脅しのように命じる。事あるごとに呼び出すしキスをする。俺様口調になったり、意地悪言ったり、甘えたような優しい口調になったり、椎菜を翻弄する。
過去ではいつも一緒だった、実の兄と、同級生の友人と共に、仲良く過ごした女の幼なじみがいた。彼女は兄に惚れていて、でも、兄には恋人がいた。諦めきれず辛い思いをしていた彼女を、千秋は恋愛感情なしに大切にしていて支えている。

## コミック
上條ゆめなの作画で2011年4月にサイバードが運営するajaマンガbooksから人気携帯小説マンガ化プロジェクトの一環で公開されていた。

## 書籍
スターツ出版・ケータイ小説文庫刊
俺様王子と秘密の時間 1 2010年4月 ISBN 4883815447
俺様王子と秘密の時間 2 2010年5月 ISBN 488381548X
俺様王子と秘密の時間 3 2011年1月 ISBN 488381582X
俺様王子と秘密の時間 4 2011年2月 ISBN 4883815862